# DOCFA
DOCFA (DOcumenti Catasto FAbbricati) è un software per la compilazione dei documenti tecnici catastali e la presentazione agli Uffici provinciali - Territorio del modello di "Accertamento della Proprietà Immobiliare Urbana".

## Storia
L’acronimo DOCFA è l’abbreviazione di "DOcumento Catasto FAbbricati". La prima versione DOCFA (1.0) fu trasmessa agli uffici in data 12 novembre 1996; l’Agenzia del Territorio ha da allora proseguito nell'informatizzazione, creando una banca dati censuaria fabbricati informatizzata ad oggi molto attendibile.

## Funzionalità
Con tale modello si possono presentare al Catasto: 
- Nuovi accatastamenti (dichiarazione rese per edificazione di nuovi fabbricati o ricostruzioni ex novo o ampliamenti);
- Variazioni catastali di edifici esistenti (come destinazioni d'uso, divisione, frazionamenti, ampliamenti, ristrutturazioni e altre variazioni);
- Denunce di unità afferenti a enti urbani.

Il pacchetto software Docfa è stato realizzato sulla base della nuova normativa catastale (art. 2, comma 1-septies del decreto-legge 23/1/1993, n. 16, convertito con modificazioni dalla legge n. 75 del 24/3/1993) dalla Sogei per conto del Ministero dell'Economia e delle Finanze italiano che ne detiene l'esclusiva proprietà. Essa è fornita in uso gratuito agli ordini professionali (Agrotecnico, Architetto, Architetto junior, Dottore Agronomo, Dottore Forestale, Geometra, Ingegnere, Perito Agrario e Perito Edile) all'unico fine dell'impiego, da parte dei loro iscritti, per la compilazione delle Domande di accatastamento e delle Denunce di Variazione da fornire agli Uffici provinciali - Territorio (ex Agenzie del Territorio, ex U.T.E.). 
Con la circolare n. 4 del 29/10/2009 è stata adottata la versione 4.0 del Docfa (con alcune varianti rispetto alla versione precedente, come la scansione delle planimetrie nell'invio telematico dei file), che può essere "scaricata" dal sito ufficiale dell'Agenzia delle entrate.

## Versioni sviluppate
- A luglio 2019 è stata resa disponibile la nuova versione Docfa 4.00.5. L'utilizzo della versione precedente (Docfa 4.00.4) è consentita, con alcune eccezioni (unità immobiliari site nei porti di rilevanza nazionale ed internazionale), fino al 30/06/2020 mentre dal 01/07/2020 è tassativo utilizzare questa nuova versione in quanto i documenti predisposti con le versioni precedenti non saranno accettati dagli Uffici Provinciali – Territorio.

- A giugno 2018 si deve utilizzare il nuovo software Docfa 4.00.4, in quanto l'utilizzo del precedente non consentiva la predisposizione di documenti idonei all'accettazione presso gli Uffici Provinciali - Territorio.

- A partire dal mese di novembre 2013 si deve utilizzare il nuovo software Docfa 4.00.2, in quanto l'utilizzo del precedente non consentiva la predisposizione di documenti idonei all'accettazione presso gli Uffici Provinciali - Territorio.

## Documenti digitalizzati con il DOCFA
La procedura informatica prevede gli stessi documenti che prima si presentavano con carta (presentazione cartacea abolita dal 01/06/2015) e che oggi sono stati digitalizzati:
- il Modello D
- il Modello 1N (I e II parte)
- il Modello 2N (I e II parte)
- le Planimetrie
- l'Elaborato Planimetrico
- l'Elenco Subalterni.